# Andrzej Warzecha
Andrzej Warzecha (ur. 1 października 1946 w Nowym Sączu) – polski poeta, krytyk literacki, publicysta.
Absolwent Uniwersytetu Jagiellońskiego. Pracował w Dzienniku Polskim. Debiutował w prasie 1968 roku na łamach Życia Literackiego, oraz Głosu Młodzieży Wiejskiej. Swoje wiersze drukował m.in. w Poezji, Literaturze, Nowym Wyrazie, Kulturze, Tygodniku Kulturalnym, Życiu Literackim, Zdaniu. Debiutem książkowym był opublikowany przez Wydawnictwo Literackie w 1975 roku tomik wierszy Biały paszport. Współzałożyciel, wraz z Adamem Ziemianinem, Jerzym Gizellą, Franciszkiem Bratańcem i Wiesławem Kolarzem legendarnej krakowskiej grupy literackiej Tylicz.
Za swoją twórczość otrzymał m.in. nagrodę im. Stanisława Piętaka (1983), Nagrodę Funduszu Kultury (1987), przez Fundację Kultury Polskiej uhonorowany został Dyplomem Mistrza Sztuki (2000), w sierpniu 2003 r. – za tomik Zielony ryzykant uhonorowany Nagrodą Krakowska Książka Miesiąca. Tłumacz z języka bułgarskiego. Jego wiersze przetłumaczono na niemiecki, czeski, rosyjski, bułgarski, serbsko-chorwacki.
Mieszka w Krakowie.

## Twórczość
- poezja
  - Biały paszport (1975)
  - Rodzinny telewizor (1977)
  - Ciało obce (1979)
  - Błędny ognik (1982)
  - Diabelskie koło (1986)
  - Zimowy spacer (wiersze dla dzieci, 1986)
  - Pieniądze dla umarłych (1987)
  - Przy rodzinnym stole (1991)
  - Krótka ballada o wiecznej miłości (1992)
  - Matka atlety (1995)
  - Rajski ogród (1996)
  - Jesień z mostu (1999)
  - Zalest na weka (Schyłek wieku, po bułgarsku, 2000)

- tłumaczenia
  - Antologia poezji bułgarskiej od XIX wieku do 1944 r. (1987)